# ماریا مورونا
ماریا مورِونا  (روسی: Марья Моревна)، ماری دریایی یا «مرگ کوشچی بی‌مرگ»، یک افسانه اسلاوی شرقی مشهور است که در کتاب «افسانه‌های عامیانه روسی» اثر الکساندر آفاناسیف جمع‌آوری شده‌است. شهرت این داستان تا حدی به دلیل قرارگیری آن در بین هفت افسانه‌ای است که ایوان بیلیبین بین سال‌های ۱۸۹۹ تا ۱۹۰۲ تصویرسازی کرده‌است.
این داستان در مورد نبرد بین ایوان تزارویچ، یک قهرمان جوان، و کوشچی بی‌مرگ، یک جادوگر شرور و سخت‌جان است.
مارِیا مورِونا یک زن جنگجو یا بوگاتیر است که نمونه‌های متعددی از آن در مجموعه افسانه‌های آفاناسیف یافت می‌شود.
علاوه بر قهرمانان داستان، ایوان تزارویچ و مارِیا مورِونا، شخصیت‌های دیگری نیز در این داستان حضور دارند، از جمله کوشچی، دشمن قسم‌خورده آنها، و بابا یاگا، جادوگر، که نقش کمتری در داستان دارد.
در دهه ۱۹۲۰، این داستان به همراه سه افسانه روسی دیگر، در یک دست‌نوشته مصور توسط بوریس زووریکین تصویرسازی شد.

## داستان
شاهزاده ایوان (ایوان تزارویچ) سه خواهر دارد. پس از مرگ پدر و مادرشان، و طبق وصیت آنها، با موافقت ایوان، خواهرانش به ترتیب با یک شاهین، یک عقاب و یک کلاغ، یا بهتر بگوییم سه شوالیه که به شکل این پرندگان هستند، ازدواج می‌کنند. هر شوهر همسرش را به قلمرو خود می‌برد.
ایوان که از تنهایی خسته شده‌است، به دنبال خواهرانش می‌رود. در راه، او با میدان جنگی پر از جسد روبرو می‌شود و از تنها بازمانده می‌فهمد که این ارتش توسط پرنسس ماریا مورِونا نابود شده‌است. او به زودی ماریا را ملاقات می‌کند و با او ازدواج می‌کند. ماریا او را به قلمرو خود می‌برد و سپس به جنگ می‌رود و به ایوان دستور می‌دهد که در غیاب او به یک اتاق خاص وارد نشود.
ایوان از دستور سرپیچی می‌کند و کوشچی را زنجیر شده پیدا می‌کند. کوشچی از او التماس می‌کند که به او آب بدهد. او برای رفع تشنگی خود به کمتر از سه سطل آب نیاز ندارد، اما در سطل سوم تمام قدرتش را به دست می‌آورد، زنجیرهایش را می‌شکند و فرار می‌کند و به ایوان می‌گوید که او ماریا مورِونا را دیگر هرگز نخواهد دید. در واقع او ماریا را می‌دزدد و او را زندانی می‌کند.
شاهزاده که به دنبال همسرش می‌رود، در طول مسیر به ترتیب با سه برادرشوهر و همسرانشان، خواهرانش، که از آمدن او خوشحال می‌شوند، ملاقات می‌کند. به درخواست آنها، او به هر یک یک شیء نقره‌ای می‌دهد. او سرانجام ماریا مورِونا را پیدا می‌کند، که او را به خاطر آزاد کردن کوشچی سرزنش می‌کند و قبل از اینکه سه بار با او فرار کند، تلاش می‌کند. کوشچی که بر روی اسب جادویی سخنگوی خود سوار است، هر بار آنها را می‌گیرد. او ابتدا جان ایوان را نجات می‌دهد زیرا ایوان به او آب داده‌است، اما در بار سوم او را تکه‌تکه می‌کند و در بشکه‌ای می‌اندازد و بشکه را به دریا می‌اندازد.
برادرشوهران ایوان می‌بینند که اشیاء نقره‌ای که او به آنها داده‌است کدر شده‌است و از این نتیجه می‌گیرند که برای شاهزاده اتفاقی افتاده‌است. آنها بشکه را پیدا می‌کنند و آن را به ساحل می‌آورند، سپس تکه‌های بدن ایوان را جمع می‌کنند و او را با آب مرده و سپس آب زنده می‌پاشند و ایوان به زندگی بازمی‌گردد. او بلافاصله به دنبال ماریا مورِونا می‌رود و از او می‌پرسد که کوشچی اسب جادویی خود را از کجا تهیه کرده‌است. او از کوشچی می‌فهمد که آن را از بابا یاگا که در دوردست، آن سوی رودخانه آتش زندگی می‌کند، به دست آورده‌است: بابا یاگا هر روز با پرواز دور دنیا می‌چرخد و گله‌ای از اسب‌های ماده ماوراء طبیعی دارد. ماریا یک روسری از کوشچی می‌دزدد که با تکان دادن آن می‌توان از رودخانه آتش عبور کرد و آن را به ایوان می‌دهد.

### ایوان و ماریا مورِونا: نبرد نهایی
ایوان سفری طولانی را به سوی خانه بابا یاگا آغاز می‌کند. او از رودخانه آتش عبور می‌کند و در طول مسیر با یک پرنده، سپس با ملکه زنبورها و در نهایت با یک شیر ماده دوست می‌شود. سرانجام به خانه جادوگر می‌رسد و به او می‌گوید که به یک اسب جنگی خوب نیاز دارد. بابا یاگا در ازای این کار، از او می‌خواهد که سه روز مراقب گله اسب‌های ماده او باشد. اگر او شکست بخورد، سرش بر روی یک نیزه قرار خواهد گرفت.
هر بار اسب‌های ماده به اطراف می‌روند، اما به ترتیب با کمک پرنده، شیر ماده و زنبورها جمع می‌شوند. یک زنبور عسل به ایوان توصیه می‌کند که یک کره اسب بیمار را از بابا یاگا بدزدد و با او فرار کند. ایوان در نیمه‌های شب این کار را انجام می‌دهد، از رودخانه آتش با استفاده از روسری جادویی عبور می‌کند و سپس پل را پشت سر خود به باریکی یک نخ درمی‌آورد.
هنگامی که بابا یاگا از خواب بیدار می‌شود، متوجه فرار ایوان می‌شود و با هاون آهنی خود به دنبال او می‌رود. او به پلی که در حال فرو ریختن است، می‌رود و به داخل آب می‌افتد و غرق می‌شود.
ایوان تزارویچ که سوار بر کره اسبی است که اکنون به یک اسب جنگی زیبا تبدیل شده‌است، ماریا مورِونا را پیدا می‌کند و آنها دوباره از دست کوشچی فرار می‌کنند. اما این بار، اسب کوشچی حس می‌کند که فراری‌ها سوار بر اسبی بهتر از او هستند. با این وجود، او به آنها می‌رسد، کوشچی و ایوان با هم می‌جنگند، اما اسب ایوان با لگدی به پیشانی کوشچی او را زخمی می‌کند و ایوان او را به قتل می‌رساند و جسدش را می‌سوزاند: کوشچی بی‌مرگ نابود شده‌است.
ایوان و ماریا با برادرشوهران و همسرانشان ملاقات می‌کنند و همه آنها به آنها خوشامد می‌گویند. آنها به قلمرو خود بازمی‌گردند و تا آخر عمر خوشبخت زندگی می‌کنند.

## گلچین‌ها و داستان‌هایی با مضامین مشابه
- یکی از داستان‌های پنتامرون اثر جیمباتیستا باسیله به نام سه پادشاه حیوان (IV.3) شباهت‌هایی با این داستان دارد. در این داستان، تیتونه به دنبال سه خواهر خود می‌رود که با یک شاهین، یک گوزن و یک دلفین ازدواج کرده‌اند. برادرشوهران او به او کمک می‌کنند تا اژدهایی را که یک پرنسس را اسیر کرده‌است، بکشد و در نهایت با او ازدواج می‌کند.
- نسخه صربی این داستان باش چلیک نام دارد که به معنی سر فولادی است.
- داستان گریم KHM 197، کره بلورین نیز مضامین مشابهی دارد.

واسیلی ژوکوفسکی، شاعر، در سال ۱۸۳۱ داستانی منظوم به نام داستان تزار برندی، پسرش ایوان تزارویچ، حیله‌های کوشچی بی‌مرگ و ماریا تزارِونا، دختر بسیار دانای کوشچی منتشر کرد. این داستان نشان می‌دهد که بین کوشچی و ماریا رابطه‌ای وجود دارد، اما این داستان بر اساس یک داستان سنتی روسی دیگر به نام تزار موج و واسیلیسا است.
- مرگ و رستاخیز قهرمان: در این داستان، مرگ قهرمان در وسط داستان به پایان داستان ختم نمی‌شود، زیرا او بعداً زنده می‌شود.
- تفسیر فولکلوریک: ولادیمیر آنیکین، فولکلوریست، در کتاب خود داستان‌های عامیانه روسی (۱۹۵۹) به این داستان پرداخته‌است. او مضمون برادرشوهران حیوان را به سنت‌های توتمیسم اولیه مرتبط می‌داند و معتقد است که کوشچی، که نماد خشونت و انسان‌گریزی است، «تجسم نیروی اجتماعی است که نظم باستانی برابری را نقض کرده و قدرت اجتماعی سابق را از زنان گرفته‌است.»